# David Stone (componist)
David Elphinstone Stone (Londen, 30 januari 1922 - 12 november 2016) was een Brits componist, muziekpedagoog en dirigent.

## Levensloop
Stone studeerde viool en piano aan de Royal Academy of Music in Londen. In 1947 werd hij docent aan het Charterhouse, een school in Zuid-West-Londen, waar hij verantwoordelijk was voor de strijkers en het schoolorkest. Hij zag, dat er een grote behoefte was aan literatuur voor school- en amateurorkesten. Daarom legde hij er zich op toe als componist voor deze groepen te schrijven. 
Sinds 1956 was hij medewerker bij de BBC in Londen en hij werd daar later producent voor kamermuziek en recitals. Van 1969 tot 1981 was hij eveneens directeur van de muziekafdeling van het Royal Scottish Academy of Music and Drama (RSAMD) in Glasgow.
Als componist schreef hij werken voor school- en amateurorkesten, harmonieorkest en brassband alsook koor- en kamermuziek. 
Hij overleed in 2016.

## Composities

### Werken voor orkest
- Concerto Grosso, voor strijkkwartet en strijkorkest
- Greensleeves, Engelse folksong voor orkest
- Sinfonietta voor orkest en brassband

### Werken voor harmonieorkest en brassband
- 1984 Christmas Album, voor harmonieorkest
- 1984-1986 Concert Album I-III, voor jeugdharmonieorkest
- 1986 Folk Songs and Dances, voor harmonieorkest
- March, Elegy and Caprice, voor harmonieorkest
- Sounding Brass Band
- Suite voor brassband
- The Dragon, voor spreker en brassband

### Werken voor koren
- 3 Christmas Carols, voor gemengd koor
- Dance to your daddy, voor gemengd koor en piano
- The Old Hundredth Psalm Tune ("All People that on Earth do Dwell"), voor unisono koor en orkest
- Whistling girls, voor unisono koor
- Winter, cyclus voor twee sopranen, alt en piano

### Kamermuziek
- 1999 Sonata Romantica, voor altviool en piano
- Eight Pieces In Third Position, voor viool en piano
- Miniature Quartet No.1 in a-klein, voor strijkers
- Miniature Quartet No.2 in d-klein, voor strijkers
- Miniature Quartet No.3, voor strijkers
- Miniature Quartet No.4, voor strijkers
- Triolets, voor 2 violen en cello

## Publicaties
- Colin Mason: New Chamber Music, in: The Musical Times, Vol. 98, No. 1374 (Aug., 1957), p. 431